# Naissance en 2017
Naissance
- 2013
- 2014
- 2015
- 2016
- 2017
- 2018
- 2019
- 2020
- 2021

Les naissances en 2017 concernent les personnalités nées entre le 1er janvier et le 31 décembre 2017.

## Août
- 31 août : Gabriel de Suède, fils du prince Carl Philip de Suède et de son épouse la princesse Sofia.